# 鄭宏 (成化二甲進士)
鄭宏（1430年—？），字元之，浙江寧波府鄞縣人，民籍。明朝政治人物。進士出身。

## 生平
天順六年（1462年）壬午科順天鄉試第一名。成化五年（1469年）乙丑科會試第七名，殿試登進士第二甲第九名。

## 家族
曾祖鄭德名。祖父鄭章可。父亲鄭厚一。